# Gueriniopsis setipes
Gueriniopsis setipes là một loài ruồi trong họ Tachinidae.